# William Russell Lane-Joynt
William Russell Lane-Joynt (Limerick, Irlanda, 27 de març de 1855 – Closkeagh, Dublín, 6 de juny de 1921) va ser un barrister, filatèlic i tirador irlandès que va competir a començaments del segle xx. Va fundar l'Irish Philatelic Society a Dublín i ajudà al Duc de Leinster a formar la seva col·lecció que va ser llegada al Museu de Dublín de Ciència i Art.

## Vida
Era fill de William Lane-Joynt, alcalde de Limerick (1862) i Dublín (1867). Estudià al Windermere College de Gal·les Lane-Joynt es va graduar en B. A. i B.M. al Trinity College de Dublín el 1878. Després d'assistir al King's Inns de Dublín, va ser cridat fer exercir de barrister l'abril de 1879. Es va casar el 1882 i va tenir dos fills, Evelyn i William (nascut el 24 d'agost de 1886).
Lane-Joynt va ser Campió del revòlver d'Irlanda quatre vegades El 1908 va prendre part en els Jocs Olímpics de Londres, on disputà quatre proves del programa de tir. En la prova de tir al cérvol per equip guanyà la medalla de plata, mentre en les altres tres quedà fora de les medalles.

## Filatèlia
El 1889 es va convertir en membre de la Royal Philatelic Society London. Va ser membre fundador i primer president de l' Irish Philatelic Club, més tard anomenat Irish Philatelic Society, el 1901 i en fou president fins a 1920. Ajudà al Duc de Leinster a muntar la seva col·lecció, i després de la mort del duc es va convertir en conservador honorari de la col·lecció que va ser llegada al Museu de Dublín de Ciència i Art. El 1921 va ser convidat a signar el Roll of Distinguished Philatelists com un dels 25 candidats inicials; segueix sent un dels dos irlandesos en signar-hi.
En morir, el 1921, una part de la seva col·lecció estava exhibida al Museu de Dublín de Ciència i Art. La va llegar al museu per ser afegida a la col·lecció de Duc de Leinster.